# Consolidated Vultee XP-81
El Consolidated Vultee XP-81 fou un prototip de caça d'escorta dissenyat per la Consolidated Vultee (més tard, la companyia esdevendria la Convair) durant els últims mesos de la Segona Guerra Mundial. L'objectiu d'aquest avió era escortar els bombarders B-29 Superfortress mentre realitzaven missions de bombardeig al Japó.

## Història
Havent començat els bombardejos estratègics sobre el Japó durant el final de la Guerra, la USAAF va anunciar la seva necessitat de disposar d'un caça d'escorta que pogués operar a gran altitud i que tingués prou autonomia per escortar els B-29 fins al Japó i tornar. Poc després, Consolidated Vultee va posar en marxa el seu projecte XP-81, combinant un motor de pistons XT-40 i un motor de reacció J33. Per poder complir amb la idea de disposar de dos motors, l'avió havia de ser relativament gran en comparació amb els caces contemporanis de l'època, com el P-38 Lightning, el P-47 Thunderbolt o el P-51 Mustang. S'estimà que l'XP-81 podria arribar a velocitats superiors als 800 km/h i tenir una autonomia de 4023 km, més que suficient per acompanyar els bombarders en els seus viatges d'anada i tornada al Japó. Per augmentar encara més l'autonomia, s'esperaba utilitzar només el motor d'hèlice XT-40 durant el vol de creuer, mentre que el motor de reacció J-33 s'utilitzaria només en combat o per fer petites ràfegues per augmentar la velocitat.
L'XP-81 disposava d'un hèlice de 4 pales al morro. La cabina de 180° estava col·locada més endavant que les ales, oferint una visibilitat excepcional, i les dues ingestes del motor de reacció estaven localitzades just al darrere del pilot. L'XP-81 es va enlairar per primer cop l'11 de febrer del 1945, al llac sec de Muroc, Califòrnia (actualment Base Aèria d'Edwards). Aquest primer prototip se li substituí el motor XT-40 pel motor Merlin d'un P-51, per uns problemes trobats en el motor XT-40. El primer vol de l'XP-81 amb el motor XT-40 es realitzà el 21 de desembre del mateix any, convertint l'XP-81 en el segon avió turbohèlice de la història, per darrere del Trent Meteor anglès. El motor XT-40 no semblava ser una millora significativa respecte al motor Merlin del P-51.
Encara que l'XP-81 prometia ser un bon avió d'escorta, el final de la Guerra a Europa i la captura de bases més properes al Japó provocà que no es necessités un avió d'aquest tipus. Tot i això, els dos prototips construïts van seguir volant fins al 1947, per estudiar les prestacions dels motors de turbohèlix. L'últim ús dels dos prototips fou com a objectiu de fotografia en un camp de bombardeig.

## Especificacions (XP-81)
- Tripulació: 1
- Llargada: 13,67 m Visió frontal d'un XP-81 a terra.
- Amplada: 15,39 m
- Alçada: 4,27 m
- Superfície alar: 39,5 m²
- Pes buit: 5786 kg
- Pes carregat: 8850 kg
- Pes màxim d'enlairament: 11 180 kg
- Motors

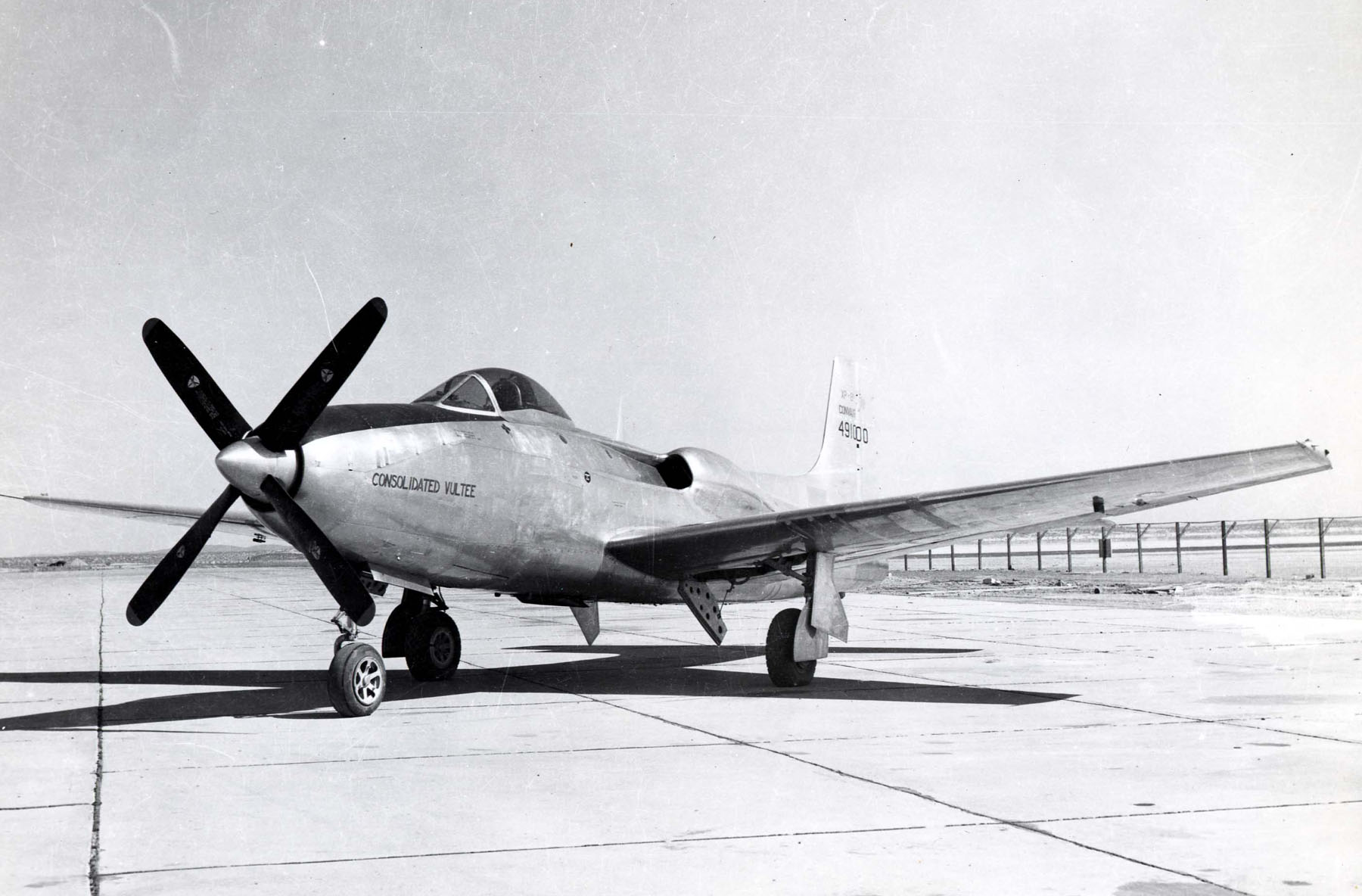
Visió frontal d'un XP-81 a terra.

1 xTurbohèlice General Electric XT31-GE-1 (TG-100)
Potència: 2300 hp (1700 kW)
1 xTurborreactor Allison J33|General Electric J33-GE-5
Empenta: 1700 kgf (16,7 kN)
- Velocitat màxima: 816 km/h
- Autonomia: 4.000 km
- Sostre de servei: 800 m
- Velocitat de pujada: 26 m/s
- Càrrega alar: 518 kg/m²
- Armament:

Metralladores: 6 metralladores de 12.7 mm o canons de 20 mm
Bombes: 900 kg de bombes
Suports alars per dipòsits de combustible ejectables